# Maria del Pilar Habsbursko-Lotrinská
Maria del Pilar Habsbursko-Lotrinská (celým jménem: Maria del Pilar Sophie Valerie Charlotte Zita Johanna Marcus d'Aviano Caspara; * 18. října 1953, Ciudad de México) je arcivévodkyně rakouská, princezna uherská a česká.

## Život
Narodila se 18. října 1953 v Ciudad de México jako dcera arcivévody Felixe Habsbursko-Lotrinského a jeho manželky arcivévodkyně Anny-Eugénie von Arenberg.
Dne 30. května 1980 (civilní sňatek) se v Pöckingu provdala za nižšího šlechtice (edler) Vollrada-Joachima Georga Günthera von Poschinger. Církevní sňatek proběhl 8. června 1980 v Guttenbergu v Bavorsku. Spolu mají pět dětí:
- Kinga von Poschinger (nar. 11. července 1981)
- Charles-Louis von Poschinger (nar. 11. srpna 1982)
- Marie-Bénédicte von Poschinger (nar. 2. září 1983)
- Marie-Françoise von Poschinger (nar. 17. května 1987)
- Antoinette-Josèphe von Poschinger (nar. 30. října 1991)

Její manžel pracuje v oboru lesnictví a je majitelem statku v Eurasburgu.

## Tituly a oslovení
- 18. října 1953 – 30. května 1980: Její císařská a královská Výsost Maria del Pilar, arcivévodkyně rakouská, královská princezna uherská a česká
- od 30. května 1980: Její císařská a královská Výsost Maria del Pilar von Poschinger, arcivévodkyně rakouská, královská princezna uherská a česká